# Näskotts socken
Näskotts socken i Jämtland ingår sedan 1974 i Krokoms kommun och motsvarar från 2016 Näskotts distrikt.
Socknens areal är 134,21 kvadratkilometer, varav 102,50 land. År 2000 fanns här 1 817 invånare. Orterna Nälden, Vaplan och Ytterån samt kyrkbyn Kingsta med sockenkyrkan Näskotts kyrka ligger i socknen. 

## Administrativ historik
Näskotts socken har medeltida ursprung. 
Vid kommunreformen 1862 överfördes ansvaret för de kyrkliga frågorna till Näskotts församling och för de borgerliga frågorna till Näskotts landskommun. Landskommunen inkorporerades 1952 i Rödöns landskommun som 1974 uppgick i Krokoms kommun.
1 januari 2016 inrättades distriktet Näskott, med samma omfattning som församlingen hade 1999/2000.
Socknen har tillhört fögderier, tingslag och domsagor enligt vad som beskrivs i artikeln Jämtland. De indelta soldaterna tillhörde Jämtlands fältjägarregemente och Jämtlands hästjägarkår.

## Geografi
Näskotts socken ligger norr om Storsjön, kring Näldsjön och vid Ytteråns utlopp. Socknen består av odlingsbygd och skogsbygd.
Socknen genomkorsas i öst-västlig riktning av europaväg 14 samt av Mittbanan (Östersund-Storlien).

### Geografisk avgränsning
I väster når socknen fram till Alsensjön, vid vars östra ände samhället Vaplan ligger. I norra delen av socknen ligger Näldsjön (302 m ö.h.). Vid sjöns utlopp genom Faxån ligger Nälden, som är församlingens största ort.
Socknen sträcker sig tvärs över Näldsjön och delas på så sätt i en sydlig och en nordlig sockendel. Västerön och Kvarnholmarna ligger i Näskotts socken. På sjöns norra sida omfattar socknen bl.a. byarna Nordannälden samt Högen. Längst i nordost når socknen fram till Öster-Näversjön (296 m ö.h.). Nordsidan av Näldensjön trafikeras av länsväg 240.
Näskotts socken avgränsas i väster av Alsens socken. I norr ligger Offerdals socken och i nordost (mellan Näldsjön och Öster-Näversjön) gränsar socknen mot Aspås socken. I öster ligger Rödöns socken, som även skiljer socknen från Storsjön. 
Förhållandevis långt från huvudbygden, nämligen väster om Åkersjön och inklämd mellan Föllinge socken och Offerdals socken ligger en större enklav av Näskotts socken. Det är ett fäbodland med fäbodarna Älisandbodarna och Gammalbodarna.

## Fornlämningar
Man har inom församlingen funnit 15 boplatser från stenåldern. Vidare finns en skärvstenshög samt fyra gravhögar från järnåldern. Det finns också sex ödegårdar från medeltiden och mera än 300 fångstgropar.

## Namnet
Namnet (1403 Nesgath) innehåller näs och gata och syftar troligtvis på den landtunga som leder till Rödön.

## Befolkningsutveckling
| Befolkningsutvecklingen i Näskotts socken 1750–1990                                                      | Befolkningsutvecklingen i Näskotts socken 1750–1990 | Befolkningsutvecklingen i Näskotts socken 1750–1990 | Befolkningsutvecklingen i Näskotts socken 1750–1990 | Befolkningsutvecklingen i Näskotts socken 1750–1990 |
| --- | --------------------------------------------------- | --------------------------------------------------- | --------------------------------------------------- | --------------------------------------------------- |
| |                                                     |                                                     |                                                     |                                                     |
| År |                                                     |                                                     | Folkmängd                                           |                                                     |
| 1750 | 1750                                                |                                                     | 247                                                 |                                                     |
| 1760 | 1760                                                |                                                     | 252                                                 |                                                     |
| 1769 | 1769                                                |                                                     | 313                                                 |                                                     |
| 1790 | 1790                                                |                                                     | 376                                                 |                                                     |
| 1800 | 1800                                                |                                                     | 490                                                 |                                                     |
| 1810 | 1810                                                |                                                     | 401                                                 |                                                     |
| 1820 | 1820                                                |                                                     | 401                                                 |                                                     |
| 1830 | 1830                                                |                                                     | 511                                                 |                                                     |
| 1840 | 1840                                                |                                                     | 548                                                 |                                                     |
| 1850 | 1850                                                |                                                     | 649                                                 |                                                     |
| 1860 | 1860                                                |                                                     | 679                                                 |                                                     |
| 1870 | 1870                                                |                                                     | 715                                                 |                                                     |
| 1880 | 1880                                                |                                                     | 775                                                 |                                                     |
| 1890 | 1890                                                |                                                     | 969                                                 |                                                     |
| 1900 | 1900                                                |                                                     | 1 058                                               |                                                     |
| 1910 | 1910                                                |                                                     | 1 196                                               |                                                     |
| 1920 | 1920                                                |                                                     | 1 579                                               |                                                     |
| 1930 | 1930                                                |                                                     | 1 581                                               |                                                     |
| 1940 | 1940                                                |                                                     | 1 431                                               |                                                     |
| 1950 | 1950                                                |                                                     | 1 466                                               |                                                     |
| 1960 | 1960                                                |                                                     | 1 742                                               |                                                     |
| 1970 | 1970                                                |                                                     | 1 434                                               |                                                     |
| 1980 | 1980                                                |                                                     | 1 808                                               |                                                     |
| 1990 | 1990                                                |                                                     | 1 927                                               |                                                     |
| Anm: Källor: Umeå universitet - Tabellverket 1749-1859, Demografiska databasen, CEDAR, Umeå universitet. |                                                     |                                                     |                                                     |                                                     |

## Personer
- Nils Larson i Tullus, bondeståndets siste talman 1862-1863 och 1865-1866.